# Библия бедных

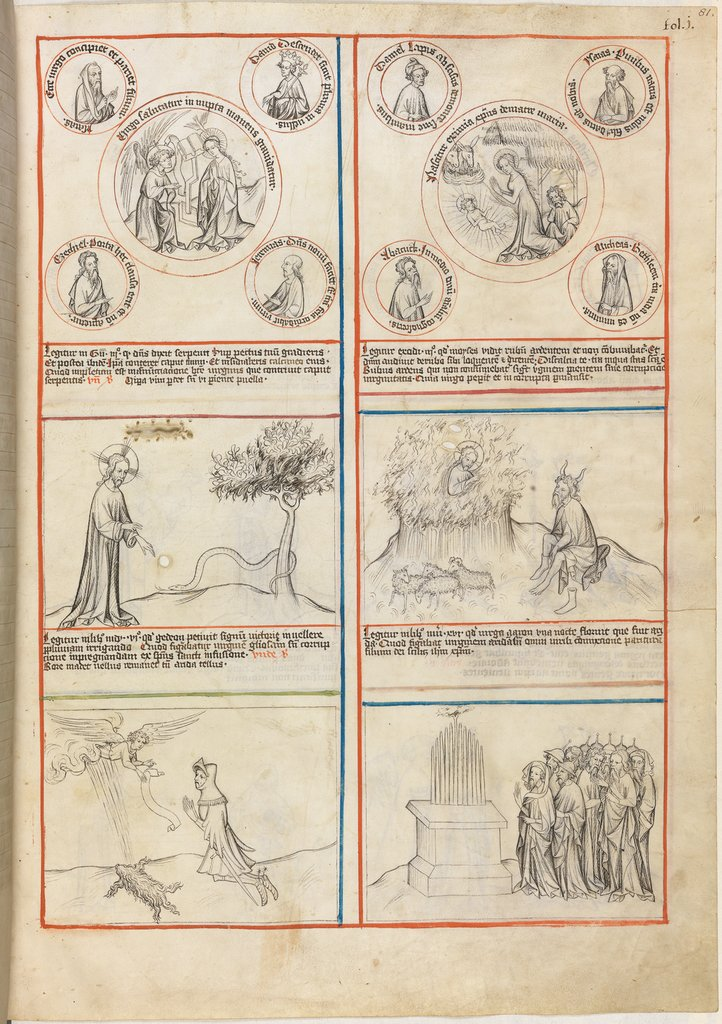
Страница из Библии бедных

«Библия бедных» (лат. Biblia pauperum) — книга XV века, представляющая собой собрание сцен и рассказов из священной истории (Ветхого и Нового Заветов) в изображениях.
Первое издание Библии для бедных увидело свет в 1466 году. Своим появлением она во многом обязана тем проповедникам, которые отстаивали свою убежденность в том, что христианское учение находит больший отклик в сердцах прихожан, когда они могут во время проповеди посмотреть иллюстрации основных сюжетов Святого Писания.
Собрание содержит от сорока до пятидесяти (по другим данным 48—60) таблиц-изображений с краткими пояснениями и представляло собой своеобразную Библию для мирян. Однако духовенство также пользовалось ею, особенно проповедники нищенствующих орденов, называвшихся Pauperes Christi.
Библия для бедных, озаглавленная Historia Veteris et Novi Testamenti, была переведена на многие языки мира и распространена в многочисленных списках с миниатюрами.
В XV веке, как и Speculum humanae Salvationis, она стала одной из напечатанных книг. В 1859 году в Лондоне появилось факсимиле экземпляра Британского музея.
Книгу Biblia pauperum XV века не следует путать с богословским трудом того же названия, написанным средневековым теологом Бонавентурой в XIII веке.